# Arie Slob
Arie Slob, né le 16 novembre 1961 à Nieuwerkerk aan den IJssel, est un homme politique néerlandais. Membre de l'Union chrétienne (CU), qu'il dirige de 2011 à 2015, il est ministre de l'Enseignement primaire et secondaire et des Médias entre 2017 et 2022, dans le troisième cabinet de Mark Rutte. Il est auparavant représentant à la Seconde Chambre de 2001 à 2015 avec une brève interruption en 2002.

## Biographie

### Débuts parlementaires
Diplômé en histoire de l'université de Groningue, il est élu au conseil municipal de Zwolle pour la Ligue politique réformée (GPV) de 1993 à 2001, date à laquelle il entre à la Seconde Chambre des États généraux, remplaçant le chef démissionnaire du parti, Gert Schutte.
Aux élections législatives de 2002, le parti présente une liste commune avec la Fédération politique réformatrice (RPF) avant de fusionner l'année suivante pour aboutir à la fondation de l'Union chrétienne. Slob perd son mandat parlementaire, la liste ne récoltant que quatre sièges. En novembre suivant, il fait cependant son retour à la Seconde Chambre, remplaçant le démissionnaire Kars Veling, jusqu'alors chef politique du nouveau parti.

### Direction de l'Union chrétienne
En 2011, à la suite de la démission d'André Rouvoet de la direction de l'Union chrétienne, Slob est élu pour lui succéder. Il mène la liste aux élections législatives de 2012, récoltant cinq sièges, un score identique à celui des élections législatives de 2010.

### Retrait politique
Slob annonce sa démission de la direction du parti et de son mandat parlementaire à la fin 2015, afin de devenir directeur du centre historique de l'Overijssel à Zwolle à compter du 1er janvier 2016. Il est fait chevalier de l'ordre d'Orange-Nassau lors de son dernier jour de fonction au Parlement.

### Ministre sous Mark Rutte
Le 26 octobre 2017, Arie Slob fait son retour en politique lorsqu'il est nommé ministre de l'Enseignement primaire et secondaire et des Médias, un poste de ministre sans portefeuille au sein du ministère de l'Éducation, de la Culture et de la Science, dans le troisième cabinet de Mark Rutte.
Il quitte ses fonctions lors de la prestation de serment du quatrième cabinet de Mark Rutte le 10 janvier 2022, dans lequel Dennis Wiersma (nl) lui succède.